# Salvador (Serpa)
Salvador is een plaats (freguesia) in de Portugese gemeente Serpa en telt 4379 inwoners (2001).